# IC 4190
IC 4190 је појединачна звијезда у сазвјежђу Ловачки пси која се налази на листи објеката дубоког неба у Индекс каталогу.
Деклинација објекта је + 37° 36' 50" а ректасцензија 13h 6m 6,2s.